# 제7회 들꽃영화상
제7회 들꽃영화상은 2020년 5월 22일에 열린 시상식이다.

## 수상 및 후보

### 대상
- 김군 - 강상우 수상

### 극영화 감독상
- 메기 - 이옥섭 수상
- 벌새 - 김보라
- 이월 - 김중현
- 우리집 - 윤가은
- 윤희에게 - 임대형
- 내가 사는 세상 - 최창환
- 아워 바디 - 한가람

### 다큐멘터리 감독상
- 이태원 - 강유가람 수상
- 김군 - 강상우
- 굿바이 마이 러브NK: 붉은 청춘 - 김소영
- 김복동 - 송원근
- 녹차의 중력 - 정성일

### 민들레상
- 굿바이 마이 러브NK: 붉은 청춘 - 김소영 수상
- 앨리스 죽이기 - 김상규
- 라스트 씬 - 박배일
- 졸업 - 박주환
- 동물, 원 - 왕민철

### 신인감독상
- 작은 빛 - 조민재 수상
- 히치하이크 - 정희재
- 밤의 문이 열린다 - 유은정
- 아워 바디 - 한가람
- 판소리 복서 - 정혁기
- 한강에게 - 박근영

### 남우주연상
- 판소리 복서 - 엄태구 수상
- 집 이야기 - 강신일
- 내가 사는 세상 - 곽민규
- 메이트 - 심희섭
- 영화로운 나날 - 조현철
- 얼굴들 - 박종환

### 여우주연상
- 벌새 - 박지후 수상
- 앵커 - 박수연
- 집 이야기 - 이유영
- 메기 - 이주영
- 카센타 - 조은지
- 아워 바디 - 최희서

### 시나리오상
- 이월 - 김중현 수상
- 벌새 - 김보라
- 영하의 바람 - 김유리
- 우리집 - 윤가은
- 영화로운 나날 - 이상덕

### 음악상
- 판소리 복서 - 장영규 수상
- 버티고 - 김동기
- 동물, 원 - 레인보우99

### 촬영상
- 벌새 - 강국현 수상
- 판소리 복서 - 강민우
- 윤희에게 - 문명환
- 버티고 - 이성은
- 메기 - 이재우

### 신인배우상
- 이월 - 조민경 수상
- 한강에게 - 강진아
- 호흡 - 김대건
- 내가 사는 세상 - 김시은
- 벌새 - 박지후
- 계절과 계절 사이 - 윤혜리
- 영화로운 나날 - 이태경

### 조연상
- 이월 - 이주원 수상
- 벌새 - 김새벽
- 밤의 문이 열린다 - 전소니

### 공로상
- 전국예술영화관협회 수상

### 프로듀서상
- 윤희에게 - 박두희 수상

### 심사위원 특별상
- 김복동 - 송원근 수상